# フレデリコ・ブルジェウ・シャヴィエル
フレッジ（Fred）ことフレデリコ・ブルジェウ・シャビエル（ポルトガル語: Frederico Burgel Xavier、1986年1月15日 - ）は、ブラジルのサッカー選手。ポジションはDF。